# Parfino
Parfino (russisch Па́рфино) ist eine Siedlung städtischen Typs in der Oblast Nowgorod in Russland mit 7492 Einwohnern (Stand 14. Oktober 2010).

## Geographie
Der Ort liegt knapp 70 km Luftlinie südsüdöstlich des Oblastverwaltungszentrums Weliki Nowgorod. Er befindet sich überwiegend am rechten Ufer der Lowat, etwa 30 km oberhalb ihrer Mündung in den Ilmensee.
Parfino ist Verwaltungszentrum des Rajons Parfinski sowie Sitz der Stadtgemeinde Parfinskoje gorodskoje posselenije, zu der außerdem das zwei Kilometer nördlich gelegene Dorf Konjuchowo gehört.

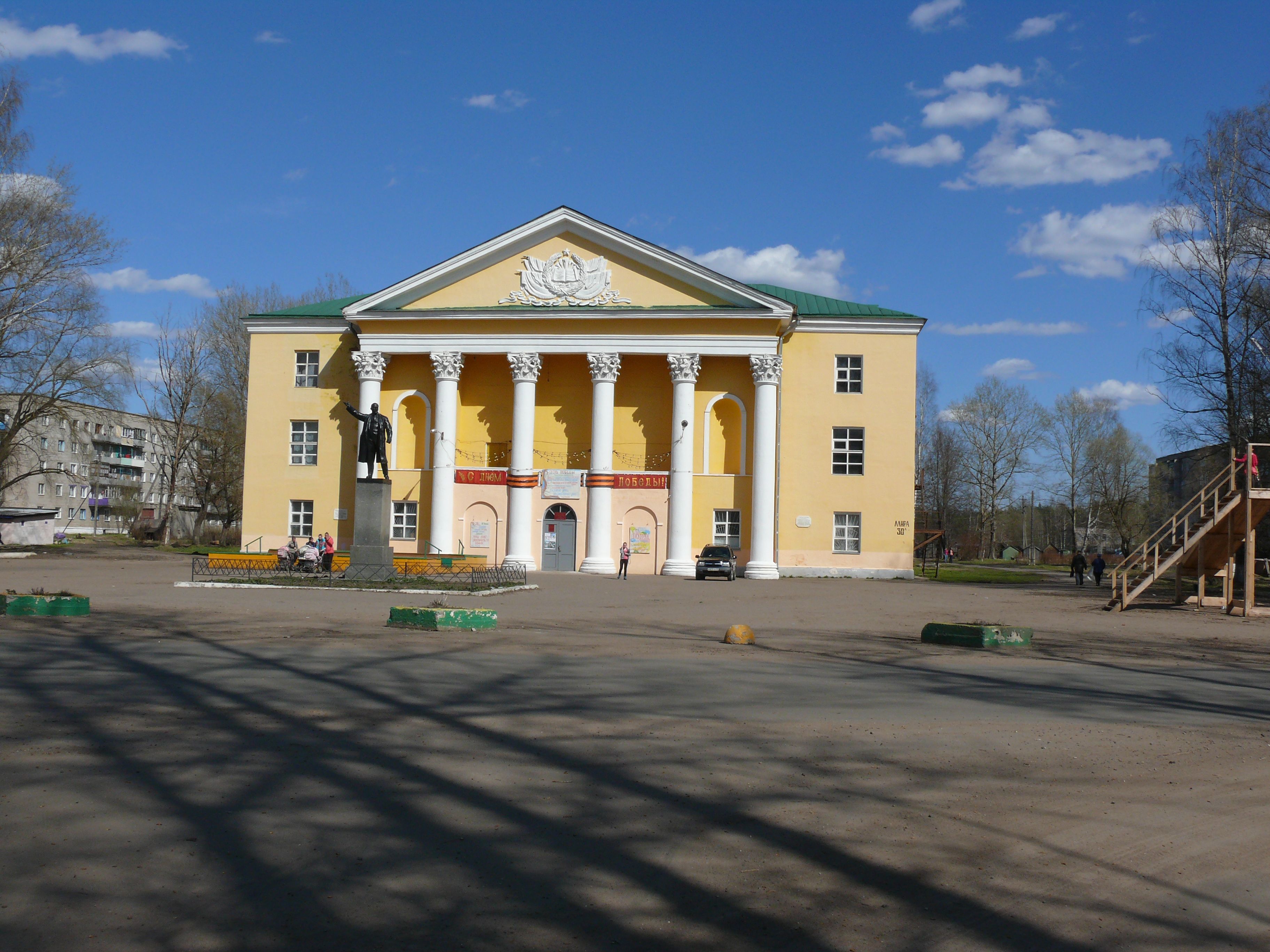
Kulturhaus
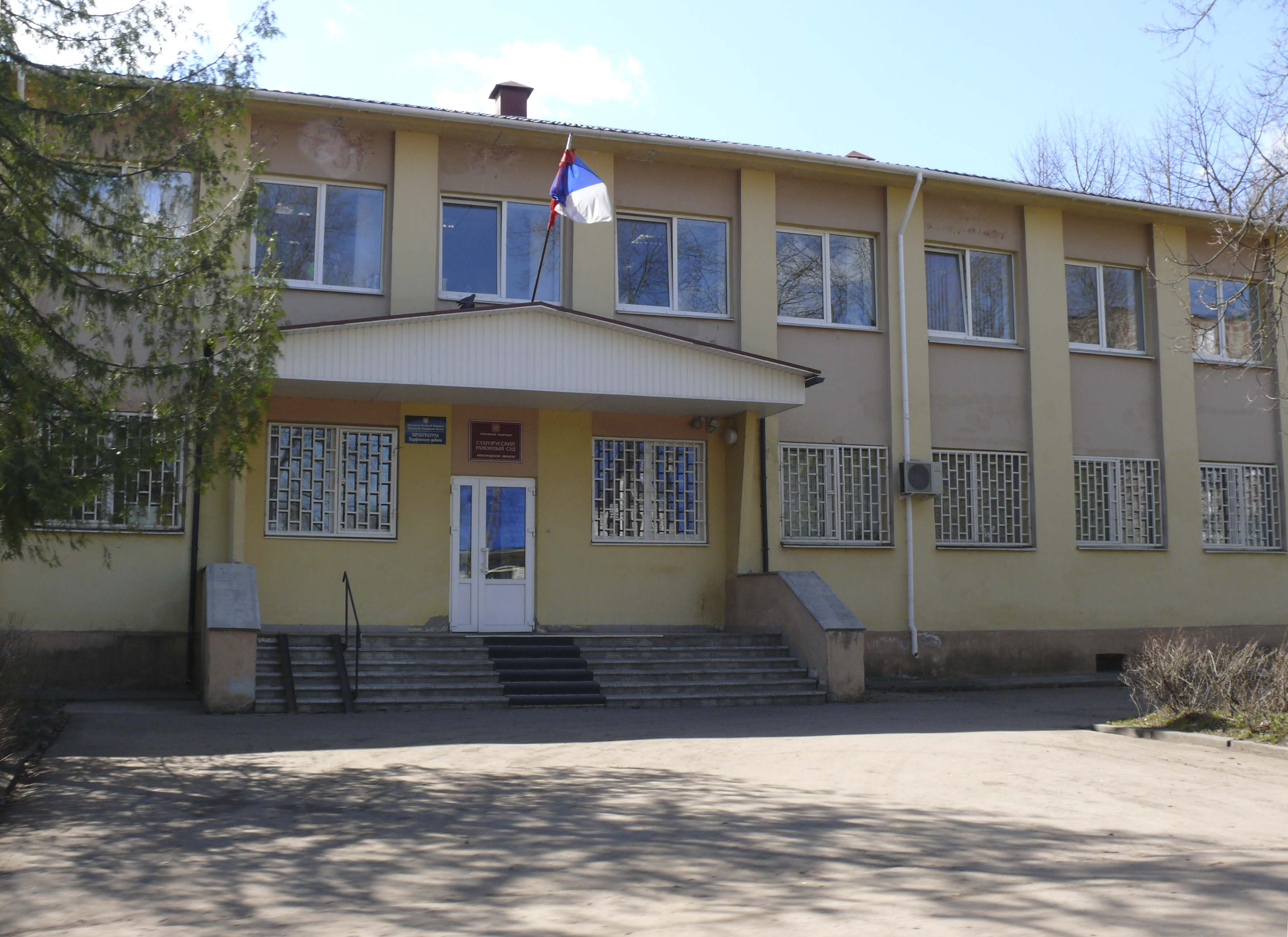
Rajongericht
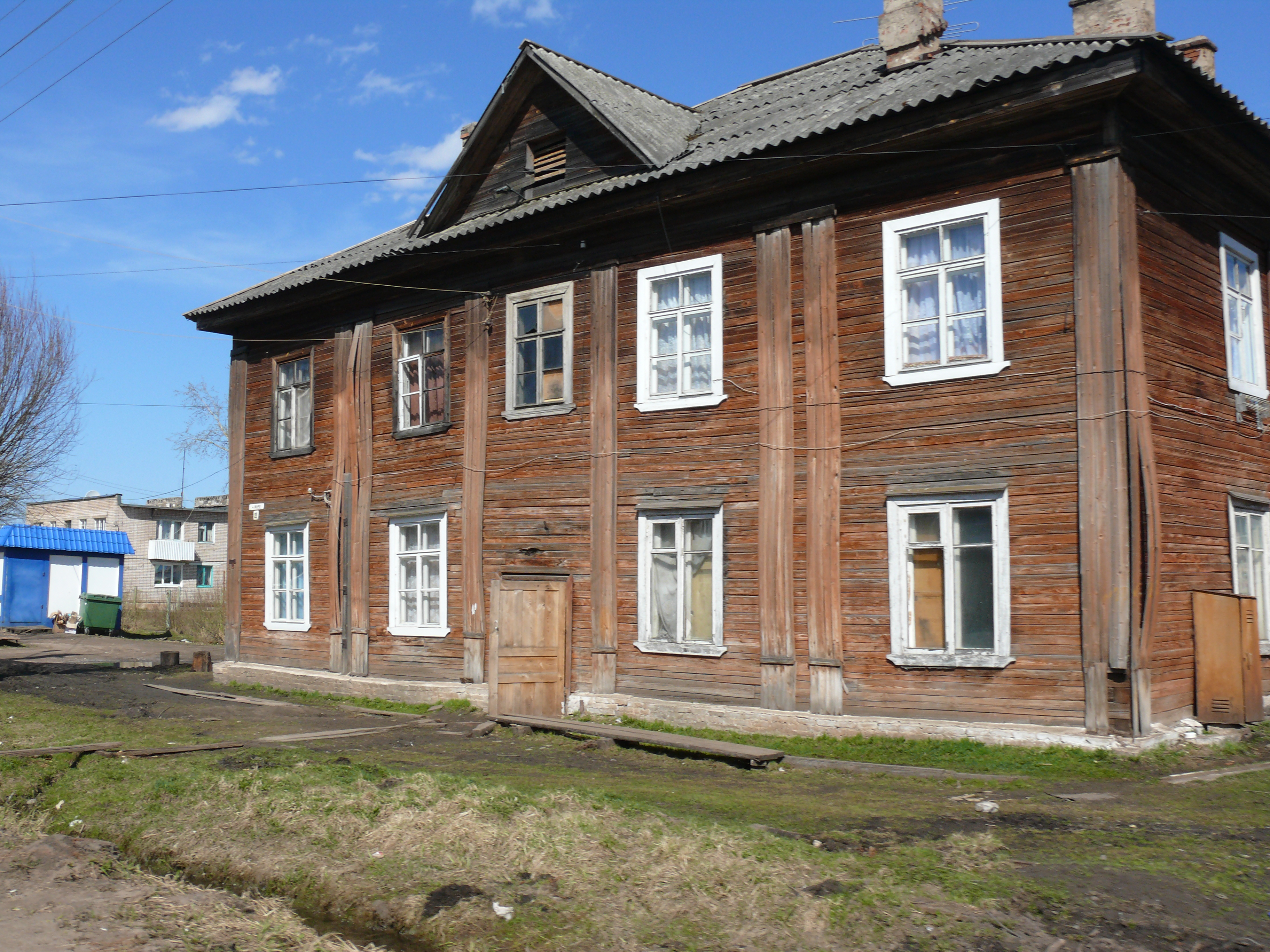
Holzhaus in Parfino
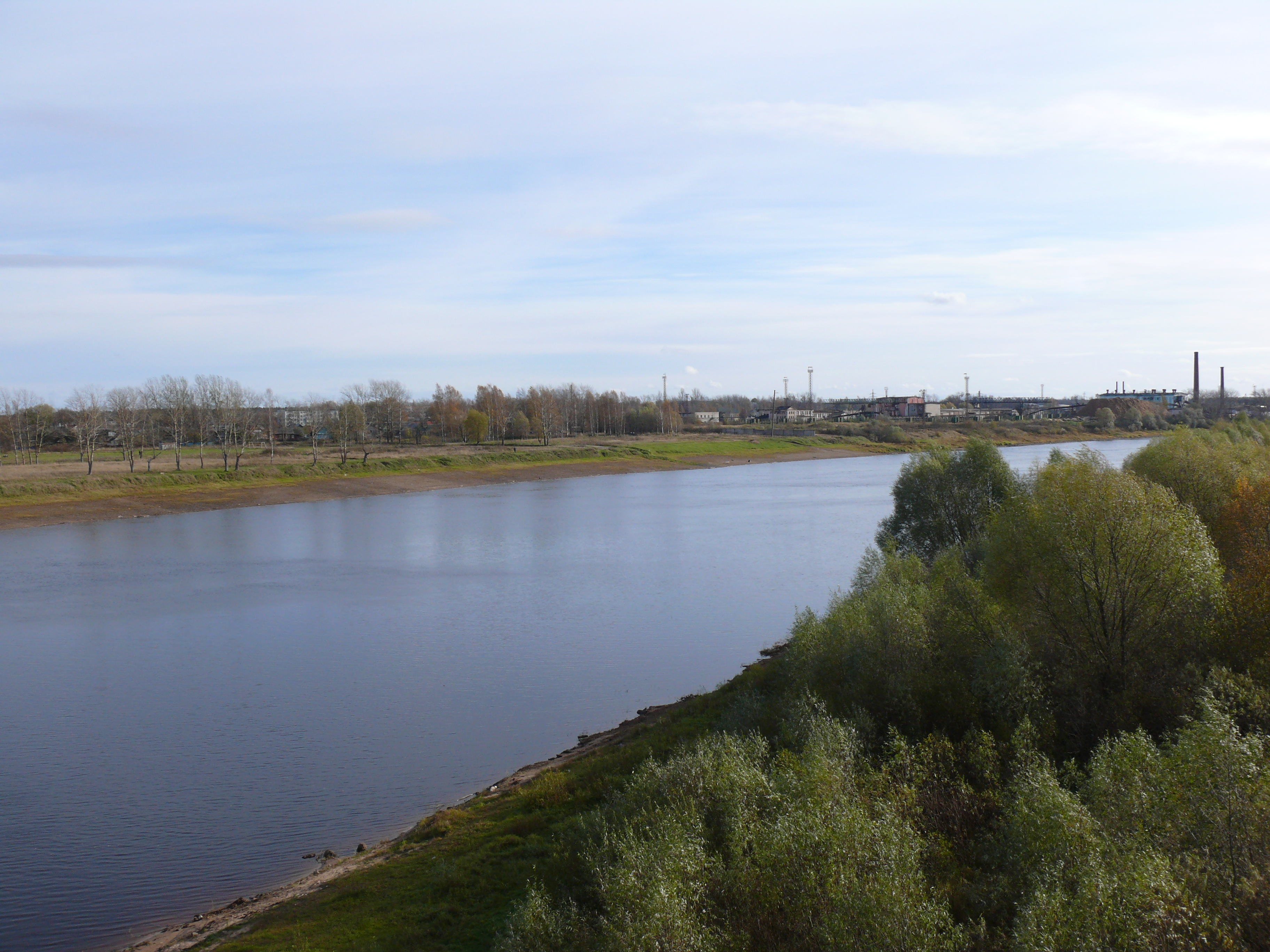
Die Lowat in Parfino

## Geschichte
Der Ort wurde erstmals 1495 als Dorf Parfejewo urkundlich erwähnt, 1539 bereits als Parfino, allerdings am linken Ufer der Lowat etwas flussaufwärts und gegenüber dem Zentrum der heutigen Siedlung. Diese wuchs um eine Sperrholzfabrik, die dort 1910 nach Vorbeiführung einer Eisenbahnstrecke Ende des 19. Jahrhunderts eröffnet wurde. Am 11. September 1938 erhielt die Fabriksiedlung den Status einer Siedlung städtischen Typs.
Im Zweiten Weltkrieg wurde Parfino im August 1941 von der deutschen Wehrmacht besetzt. Die Rote Armee konnte die Siedlung am 9. Februar 1942 an der Nordflanke ihrer Offensive während der Kesselschlacht von Demjansk zurückerobern. Parfino befand sich aber noch bis Februar 1944 in der Nähe der Front, die östlich der Stadt Staraja Russa zum Stehen gekommen war, und wurde daher stark in Mitleidenschaft gezogen.
Am 23. Dezember 1968 wurde Parfino Verwaltungssitz eines nach ihm benannten und aus dem Starorusski rajon ausgegliederten Rajons.

### Bevölkerungsentwicklung
| Jahr | Einwohner |
| ---- | --------- |
| 1939 | 4019      |
| 1959 | 7070      |
| 1970 | 7017      |
| 1979 | 7430      |
| 1989 | 8299      |
| 2002 | 8446      |
| 2010 | 7492      |

Anmerkung: Volkszählungsdaten

## Verkehr
Parfino besitzt einen Bahnhof bei Kilometer 454 der 1897 eröffneten Eisenbahnstrecke (Rybinsk –) Bologoje – Pskow.
Durch die Siedlung verläuft die Regionalstraße 49K-11, die vom 15 km westlich gelegenen Staraja Russa kommend östlich des Ilmensees weiter bis zur 50 km entfernten föderalen Fernstraße M10 Rossija Moskau – Sankt Petersburg führt.

## Söhne und Töchter des Ortes
- Wiktor Salgaller (1920–2020), russisch-israelischer Mathematiker